# Старая Кочева
Старая Кочева — деревня в Дубровском районе Брянской области, в составе Сещинского сельского поселения. Расположена в 4 км к югу от деревни Старое Колышкино. Население — 1 человек (2010).

## История
Упоминается с XVIII века (как Кочева, позднее также Большая Кочева); первоначально входила в Брянский уезд. С 1776 до 1929 года в Рославльском уезде Смоленской губернии (с 1861 — в составе Сергиевской волости, с 1922 в Епишевской, с 1924 в Сещенской волости).
C 1929 года в Дубровском районе. До 1969 входила в Заустьенский и другие сельсоветы.